# São Gonçalo FC (Rio Grande do Norte)
São Gonçalo FC is een Braziliaans voetbalclub uit São Gonçalo do Amarante, in de deelstaat Rio Grande do Norte.

## Geschiedenis
De club werd opgericht in 1999. Een jaar later werd de club al vicekampioen in het staatskampioenschap. In 2001 speelde de club in de Série C, waar ze de tweede groepsfase bereikten. De club speelde tot 2008 in de hoogste klasse van de staatscompetitie.